# Podomys floridanus

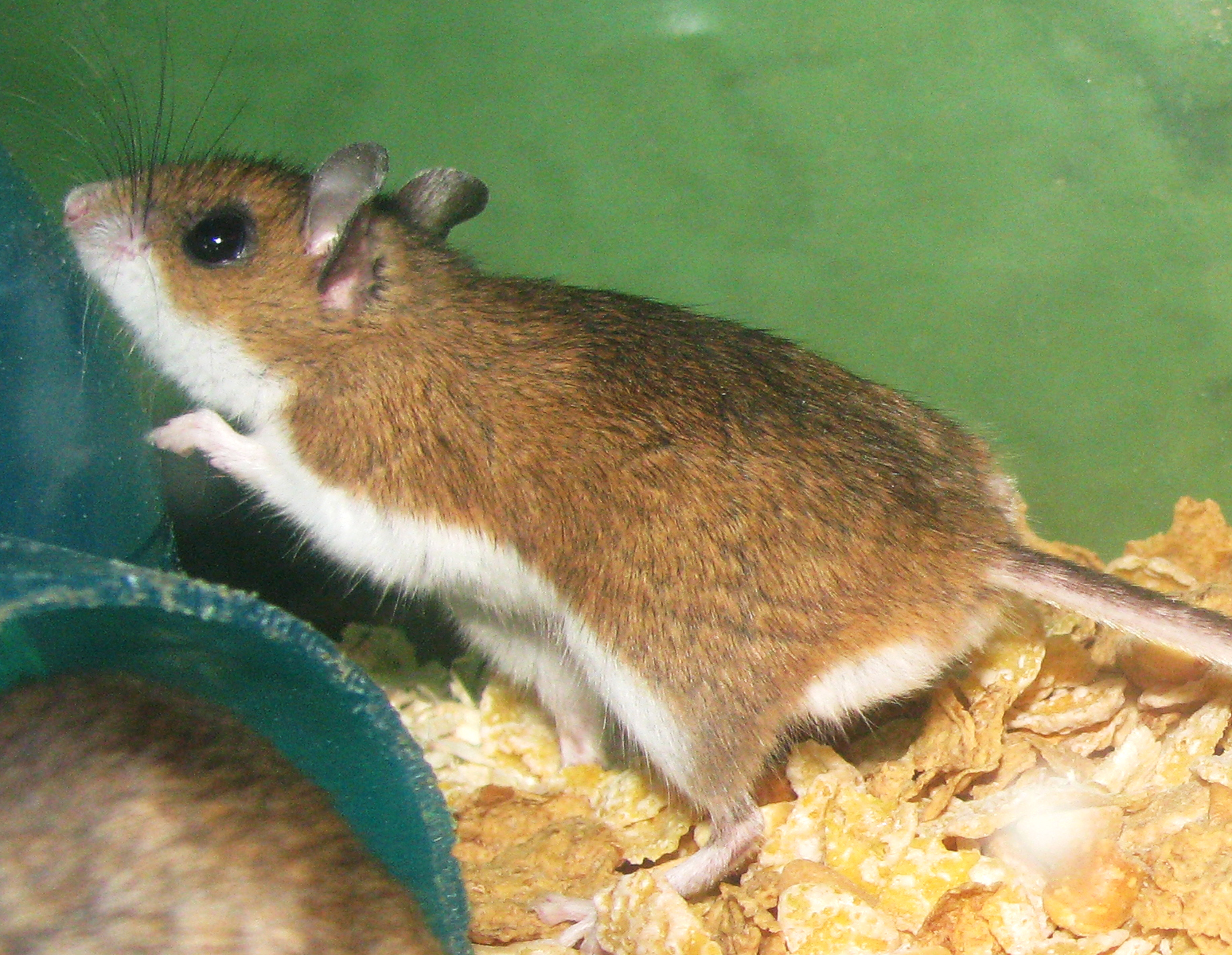
Podomys floridanus liknar i utseende hjortråttorna, här syns den vanliga hjortråttan.

Podomys floridanus är en art i familjen hamsterartade gnagare som är endemisk för Florida.

## Beskrivning
Individerna når en kroppslängd mellan 18 och 22 cm och därtill kommer en 8 till 10 cm lång svans. Vikten varierar mellan 20 och 47 gram. De nästan nakna öronen är med 16 till 21,5 mm längd jämförelsevis stora. Pälsen är på ovansidan gråbrun och på buken vitaktig. De stora ögonen har en mörk färg.
Habitatet utgörs främst av buskmarker med tall av arten Pinus clausa. Podomys floridanus lever i underjordiska bon som skapades av andra djur, till exempel av sköldpaddor. Födan utgörs av olika växtdelar som frön, nötter och svampar samt av insekter och andra ryggradslösa djur.
Honor kan para sig hela året och de flesta ungar föds under sommaren och hösten. Per kull föds en till sex ungar, vanligen tre eller fyra. Ungarna är vid födelsen blinda och öppnar ögonen efter ungefär 2,5 veckor. Efter tre till fyra veckor slutar honan med digivning. En individ i fångenskap blev lite över 5 år gammal.
Arten hotas av habitatförstörelse. I regionen byggs samhällen och väger. Buskmarkerna röjdes även på grund av rädsla för eldsvådor. IUCN listar arten som sårbar (VU).